# Shūson Katō
Shūson Katō (japonais 加藤 楸邨; 26 mai 1905 à Tokyo - 3 juillet 1993) - nom véritable Katō Takeo (加藤 健雄), est un poète de haïku japonais et spécialiste de littérature japonaise (en particulier Matsuo Bashō et Kobayashi Issa). Sa femme est la poétesse de haïku Chiyoko Katō. Il fut le fondateur en 1940 de la revue de haïku progressiste Kanrai (ja), dont est issu, entre autres, Tōta Kaneko .

## Œuvres

### Recueils de haiku
- Kanrai (寒雷). 1941.
- Hotaka (穂高). 1940.
- Setsugo no ten (雪後の天). 1943.
- Hi no kioku (火の記憶). 1948.
- Yakoku (野哭). 1948.
- Kifuku (起伏). 1949.
- Sammyaku (山脈). 1950.
- Maboroshi no shika (まぼろしの鹿). 1967.
- Dotō (怒濤). 1986.

### Autres
- Bashō kōza (芭蕉講座). 1951.
- Issa shūku (一茶秀句). 1964.
- Bashō zenku (芭蕉全句). 1969.
- Okunohosomichi ginkon (奥の細道吟行). 1974.
- Bashō no sanka (芭蕉の山河). 1980.
- Katō Shūson zenshū (加藤楸邨全集). 1982.
- Katō Shūson shoki-hyōron shūsei (加藤楸邨初期評論集成). 1992.